# Эль-Хаффа (район)
Эль-Хаффа (араб. الحفة‎) — район (минтака) в составе мухафазы Латакия, Сирия. Административным центром является город Эль-Хаффа.

## География
Район расположен в востосной части мухафазы Латакия. На востоке граничит с мухафазой Хама, на юге с районом Эль-Кардаха, а на западе и севере с районом Латакия.

## Административное деление
Район разделён на 5 нахий.
| Нахия       | Административный центр | Население (2004 г.), чел. | Карта |
| ----------- | ---------------------- | ------------------------- | ----- |
| Эль-Хаффа   | Хаффа                  | 23 347                    |       |
| Сленфа      | Сленфа                 | 19 518                    |       |
| Айн-эт-Тине | Айн-эт-Тине            | 6 825                     |       |
| Кинсибба    | Кинсибба               | 17 615                    |       |
| Мзайра      | Мзайра                 | 13 908                    |       |